# Dichaetophora campestris
 Dichaetophora campestris   A.Gary, 1849  è una specie di piante angiosperme dicotiledoni della famiglia delle Asteraceae, sottofamiglia Asteroideae,  tribù Astereae (North American lineage) e sottotribù Astranthiinae.  Dichaetophora campestris  è anche l'unica specie del genere  Dichaetophora  A.Gary, 1849 .

## Etimologia
Il nome del genere deriva da alcune parole greche: "di-" (= due), "chaite" (= capelli lunghi) e "-phore" (= portatore) e allude al pappo composto da due setole. L'epiteto specifico (campestris) indica il suo habitat tipico.
Il nome scientifico del genere è stato definito dal botanico Asa Gray (1810-1888) nella pubblicazione " Memoirs of the American Academy of Arts and Sciences" (Mem. Amer. Acad. Arts ser. 2, 4(1): 73) del 1849. Il nome scientifico del genere è stato definito nella stessa pubblicazione.

## Descrizione
Portamento. La specie di questa voce ha un habitus di tipo erbaceo con cicli biologici annuali e con fittoni sotterranei.
Fusto. La parte aerea è eretta o decombente, semplice (scaposa) o poco ramosa. L'indumento è sparsamente strigoso. Altezza media: 4 - 24 cm.
Foglie. Le foglie, sia basali che cauline, hanno una lamina continua con forme oblanceolate; spesso hanno una consistenza subcarnosa oppure le superfici sono tomentose. La base è picciolata. Lungo il caule sono disposte in modo alternato.
Infiorescenza. Le sinflorescenze sono soprattutto scapose (capolini solitari). Le infiorescenze vere e proprie sono composte da un capolino terminale lungamente peduncolato di tipo radiato con fiori eterogami. I capolini sono formati da un involucro, con forme emisferiche, composto da 16 - 25 brattee, al cui interno un ricettacolo fa da base ai fiori di due tipi: fiori del raggio e fiori del disco. Le brattee, piatte, con forme da largamente oblanceolate a lanceolate, con bordi cigliati-scariosi-ialini e a consistenza erbacea, sono disposte in modo più o meno embricato e scalato su 2 serie. Il ricettacolo è nudo ossia senza pagliette a protezione della base dei fiori; la forma è da convessa a conica. Lunghezza del peduncolo: 2 - 9 cm. Larghezza dei capolini: 5 - 7 mm.
Fiori.  I fiori sono tetra-ciclici (formati cioè da 4 verticilli: calice – corolla – androceo – gineceo) e pentameri (calice e corolla formati da 5 elementi). Si distinguono in:
- fiori del raggio (esterni): da 15 a 25 per capolino, sono femminili e sono disposti su una sola serie; la forma è ligulata (zigomorfa);
- fiori del disco (centrali): sono più numerosi (45 - 75) con forme brevemente tubulose (attinomorfe); sono ermafroditi.

- Formula fiorale:

*/x K {\displaystyle \infty }, [C (5), A (5)], G 2 (infero), achenio
- Calice: i sepali del calice sono ridotti ad una coroncina di squame.

- Corolla: 
  - fiori del raggio: la forma della corolla alla base è più o meno tubulosa-imbutiforme, mentre all'apice è ligulata (i lembi non sono contorti o riflessi); la ligula può terminare con alcuni denti; il colore è bianco;
  - fiori del disco: la forma è brevemente tubulare bruscamente divaricata in 5 lobi; i lobi, patenti o eretti, hanno una forma triangolare; il colore è giallo.

- Androceo: l'androceo è formato da 5 stami sorretti da filamenti generalmente liberi; gli stami sono connati e formano un manicotto circondante lo stilo; le teche (produttrici del polline) alla base sono troncate e sono lievemente auricolate (molto raramente sono speronate o hanno una coda); le appendici apicali delle antere hanno delle forme piatte e lanceolate; il tessuto endoteciale (rivestimento interno dell'antera) è quasi sempre polarizzato (con due superfici distinte: una verso l'esterno e una verso l'interno). Il polline è sferico con un diametro medio di circa 25 micron;  è tricolporato (con tre aperture sia di tipo a fessura che tipo isodiametrica o poro) ed è echinato (con punte sporgenti).[10][12]

- Gineceo: l'ovario è infero uniloculare formato da 2 carpelli.[6] Lo stilo (il recettore del polline) è profondamente bifido (con due stigmi divergenti) e con le linee stigmatiche marginali separate.[13] I due bracci dello stilo hanno una forma triangolare-lanceolata e possono essere papillosi o ricoperti da ciuffi di peli.

Frutti. I frutti sono degli acheni con pappo:
- achenio: gli acheni, con forme da obovate a ampiamente ellittici, sono lateralmente compressi con due nervature laterali; la superficie è pelosa (con setole a forma d'ancora); la parete dell'achenio è formata da celle contenenti rafidi ma prive di fitomelanina; il carpoforo normalmente è anulare;
- pappo: è formato da due setole/scaglie barbate (eventualmente con minute scaglie addizionali).

## Biologia
Impollinazione: l'impollinazione avviene tramite insetti (impollinazione entomogama tramite farfalle diurne e notturne).

Riproduzione: la fecondazione avviene fondamentalmente tramite l'impollinazione dei fiori (vedi sopra).

Dispersione: i semi (gli acheni) cadendo a terra sono successivamente dispersi soprattutto da insetti tipo formiche (disseminazione mirmecoria). In questo tipo di piante avviene anche un altro tipo di dispersione: zoocoria. Infatti gli uncini delle brattee dell'involucro (se presenti) si agganciano ai peli degli animali di passaggio disperdendo così anche su lunghe distanze i semi della pianta. Inoltre per merito del pappo il vento può trasportare i semi anche a distanza di alcuni chilometri (disseminazione anemocora).

## Distribuzione e habitat
Le specie di questo genere sono distribuite in Texas e Messico settentrionale.

## Sistematica
La famiglia di appartenenza di questa voce (Asteraceae o Compositae, nomen conservandum) probabilmente originaria del Sud America, è la più numerosa del mondo vegetale, comprende oltre 23.000 specie distribuite su 1.535 generi, oppure 22.750 specie e 1.530 generi secondo altre fonti (una delle checklist più aggiornata elenca fino a 1.679 generi). La famiglia attualmente (2021) è divisa in 16 sottofamiglie; la sottofamiglia Asteroideae è una di queste e rappresenta l'evoluzione più recente di tutta la famiglia.

### Filogenesi
La tribù Astereae (una delle 21 tribù della sottofamiglia Asteroideae) comprende circa 40 sottotribù. In base alle ultime ricerche nella tribù sono stati individuati (provvisoriamente) 5 principali lignaggi:
- Basal grade: include alcuni generi isolati, il gruppo "South American-Oceania",  alcune sottotribù africane e il gruppo dei generi legnosi del Madagascar.
- Bellis lineage: comprende le sottotribù eurasiatiche e una sottotribù africana.
- Aster lineage: include i generi asiatici di Asterinae e i principali gruppi dell'Australia e dell'Oceania.
- Baccharis lineage: include alcuni gruppi sudamericani.
- North American lineage: include la vasta gamma di sottotribù del Nordamerica, Messico e alcuni gruppi distribuiti nel Sudamerica.

Il genere  Dichaetophora (insieme alla sottotribù Astranthiinae) è incluso nel lignaggio "North American lineage".
I caratteri distintivi della specie  Dichaetophora campestris  sono:
- la specie è caratterizzata dal portamento annuale;
- gli acheni sono alati e i margini sono frangiati o con peli a forma d'ancora;
- il pappo è formato da due scaglie barbate (eventualmente con minute scaglie addizionali).

Il numero cromosomico delle specie di questo genere è: 2n = 6.

### Sinonimi
Sono elencati alcuni sinonimi per questa entità:
- Boltonia campestris Hemsl.